# Danube (stacja metra)
Danube - stacja linii nr 7 bis metra  w Paryżu. Stacja znajduje się w 19. dzielnicy Paryża.  Została otwarta 11 stycznia 1911 r.